# Вернашен
Вернаше́н (арм. Վերնաշեն) — село в Вайоцдзорской области Республики Армении. Село расположено рядом с селом Гладзор в 3 км к северо-востоку от Ехегнадзора.
Рядом с селом расположены: монастырь Аркази Сурб Хач Ванк (XIII век); крепость Болораберд (Прошаберд) (XIII век); монастырь Танаат (XIII век); церковь Спитакавор Сурб Аствацацин (XIII век) находится в 7 км к северу от села.
Вернашен прославлен своими винами. Вернашен — столовое полусладкое и полусухое красное вино из винограда сорта Арени, выращиваемого в Ехегнадзорском районе Армении. Вырабатывается с 1950 года. Цвет вина от гранатового до рубинового. Букет чистый. Кондиции вина: спирт 9—11 % об., сахар 3—6 г/100 см³, титруемая кислотность 5—7 г/дм3. Для выработки вина Вернашен виноград собирают при сахаристости не ниже 20 %, дробят с гребнеотделением. Вино готовят по классической технологии путём неполного сбраживания мезги при температуре, не превышающей 30 °C, с последующим охлаждением до минус 3°—4°С . Биологическую стабильность обеспечивают горячим розливом.
Вино удостоено серебряной медали «Moscow Wine & Spirits Competition».

## Галерея

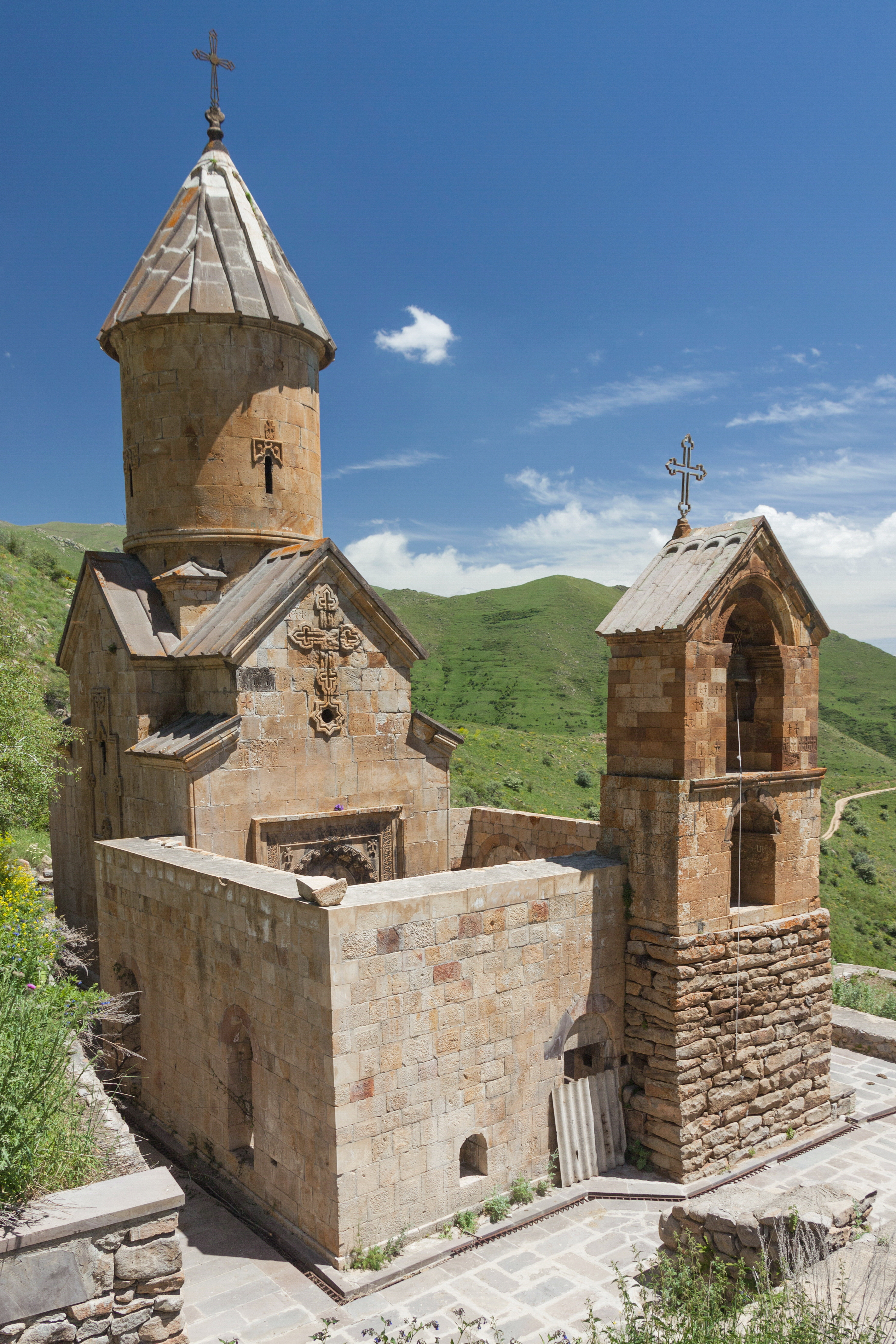
монастыр Спитакавор
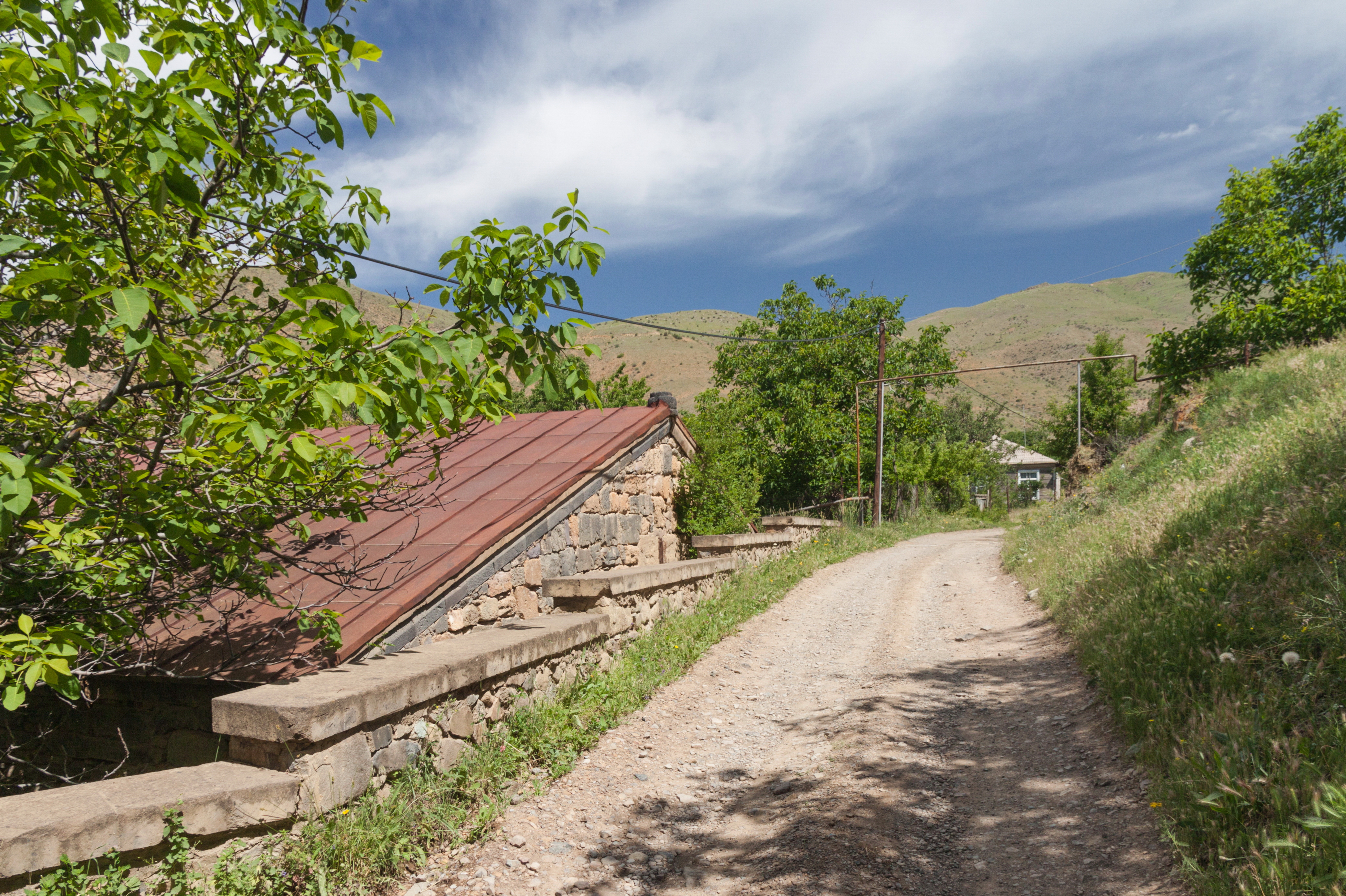
Дорога через деревню в направлении монастыря Спитакавор
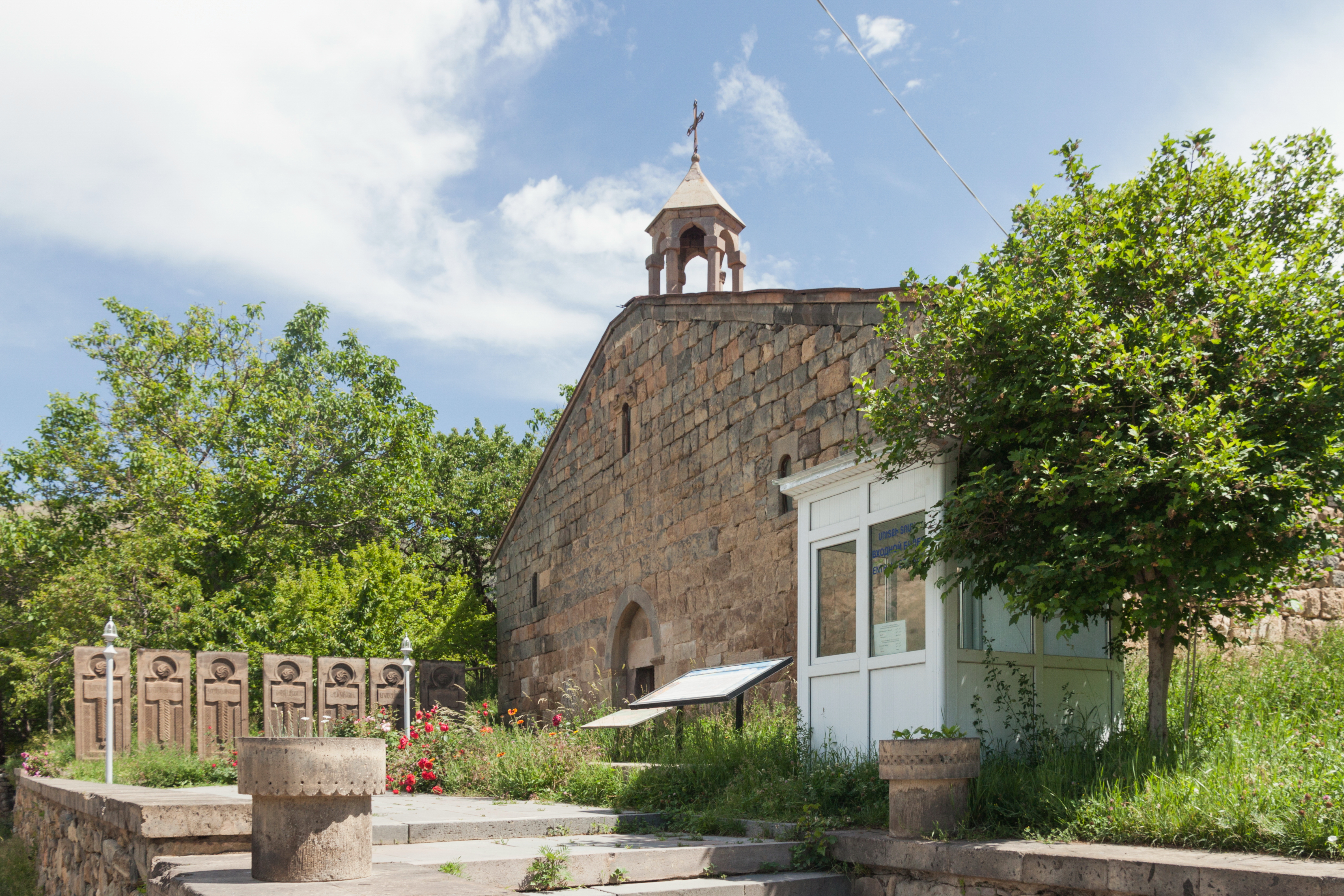
Церковь Св. Акопа